# Condado de York (Pensilvânia)
O Condado de York (em inglês:  York County) é um dos 67 condados do estado americano da Pensilvânia. A sede e maior cidade do condado é York. Foi fundado em 19 de agosto de 1749.
O condado possui uma área de 2 359 km², dos quais 17 km² estão cobertos por água, uma população de 434 972 habitantes, e uma densidade populacional de 185,7 hab/km² (segundo o censo nacional de 2010).